# 通化府戰役
通化府戰役（法語：Bataille de Phu Tong Hoa）發生於1948年7月25日，越南軍隊與駐守在此的法軍發生戰鬥，這是武元甲發起的第一場常規戰役。
法國外籍兵團第3外籍步兵團的104名士兵和3名軍官成功抵擋住數十倍敵軍的進攻，並迫使敵軍撤退。7月28日，讓·西蒙上校帶領的援助部隊抵達，並舉行了表彰儀式。

## 註腳
1. 1 2 3  Windrow 2018，第42頁.
2. ↑  Varios, La Ruta de la Muerte, fascículo 2 de Cuerpos de Elite,ISBN 84-7598-184-4